# Будья-Варяш
Будья́-Варя́ш (рос. Будья-Варяш, башк. Будья Вәрәш) — присілок у складі Янаульського району Башкортостану, Росія. Входить до складу Староваряської сільської ради.
Населення — 166 осіб (2010; 201 у 2002).
Національний склад:
- удмурти — 99 %

Стара назва — Будья-Варя.